# 小田原市民会館

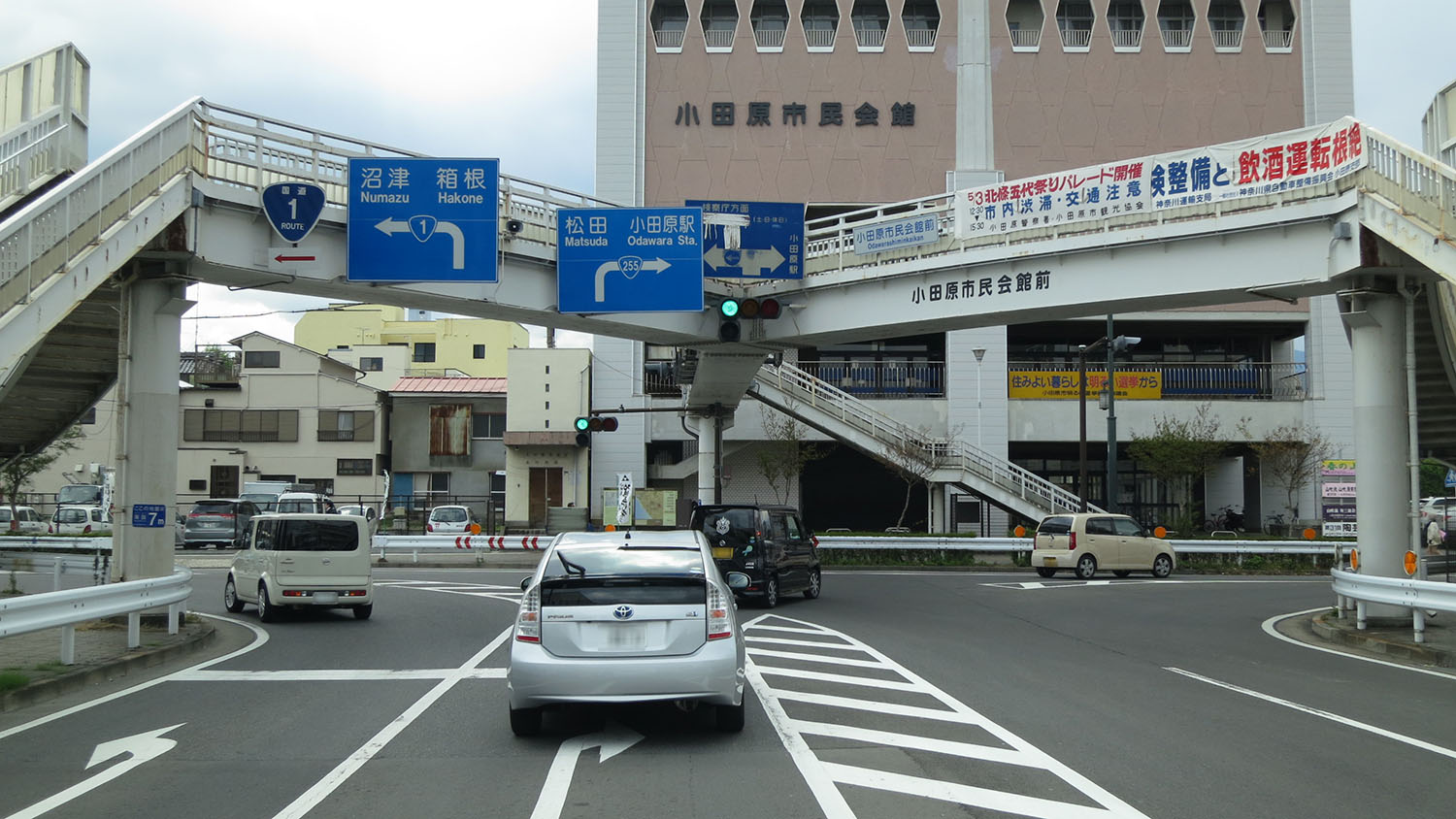
小田原市民会館前交差点

小田原市民会館（おだわらしみんかいかん）は、神奈川県小田原市にあった多目的ホール。

## 概要
1962年（昭和37年）7月28日にまず大ホールが開館。
近隣には当時1400人収容の大規模ホールがなく『8時だョ!全員集合』の公開収録もたびたび行われた。1965年（昭和40年）4月29日に本館が完成した。また、1997年（平成9年）まで結婚式場として利用され約8000組が挙式を挙げた。
2021年9月にオープンする小田原三の丸ホールが役割を引き継ぎ、2021年（令和3年）7月31日をもって閉館した。

## 本館
- 鉄骨鉄筋コンクリート造、地下1階、地上6階、塔屋2階
- 小ホール（本館3階）
- 展示室（本館2階）

## 大ホール
- 鉄骨鉄筋コンクリート造、地下1階、地上3階